# Dae coro
Dae Coro è un album dei Tenores di Neoneli, pubblicato nel 2003 dalla III millennio-ITAL. In alcuni brani partecipa Elio.
La maggior parte dei brani appartengono alla tradizione popolare. Il testo delle canzoni del CD sono scritti da Tonino Cau eccetto alcuni brani tradizionali come il Deus ti salvet Maria scritto dal loro compaesano nel 1725.

## Tracce
Disco 1
1. Sa ereta - 5:37
2. Amore lontanu - 5:58
3. Ballu tundu - - 4:02
4. Mama non cheret - 5:53
5. Passu 'e trese - 4:04
6. Sartiglia (con Elio - 5:27
7. Passu Torrau - 2:39
8. Miniera (con Elio - 5:06
9. Ballu tzopu - 2:47
10. Nerone (con Elio - 4:25
11. Samugheo - 7:30
12. Anninnia -  5:31

Disco 2
1. Note Orchestra - 4:01
2. Sennora Juanna - 5:34
3. Astore - 3:45
4. Finas a cando? - 4:57
5. Su inu - 4:20
6. Bella baiana - 3:15
7. Mutos - 5:33
8. Epuru andat - 4:29
9. Danza de ammentos - 3:15
10. Mutos - 3:59
11. Su ballu 'e su fogu? - 6:27
12. Deus ti salvet Maria, (Bonaventura Licheri) - 4:51
13. Trallallera (con Elio) - 5:13